# Summit (Album)
Summit war das gemeinsame Projekt von Astor Piazzolla und Gerry Mulligan. In Europa ursprünglich als Tango Nuevo veröffentlicht erschien das Werk ebenfalls unter dem Namen Reunion Cumbre und 1974.

## Entstehungsgeschichte
„Seit 1940 bis heute hatte ich die schrecklichsten Probleme, nur wegen einer Volksmusik namens Tango …“
Astor Piazzolla
Piazzolla, der heute als der große Erneuerer des Tango Argentino gilt, lernte während seines Studiums bei Nadia Boulanger in Paris 1954 Gerry Mulligan kennen, der mit seinem Oktett zum Festival Salon du Jazz angereist war. Die Ideen und Anregungen, die bei ihrem ersten gemeinsamen Auftritt entstanden, sollten die beiden allerdings erst 1974 beim Festival Rassegna International in Venedig und  der gemeinsamen Platte Summit musikalisch umsetzen können. Durch die Anregung Boulangers hatte Piazzolla in der dazwischen liegenden Zeit seine Identität im Tango Argentino (und nicht in europäischen Stilen) gefunden – und hatte begonnen, ihn grundlegend zu erneuern. Das in Europa unter dem Namen Tango Nuevo veröffentlichte Album gab der Musik Piazzollas und seiner Nachfolger den Namen, auch wenn die Musik, deren Stimmung größtenteils durch Mulligans ausdrucksstarkes Baritonsaxophon geprägt ist, stilistisch eher dem Jazz als dem Tango Argentino zugeordnet werden muss. Publikum, Presse, Musiker und Tänzer aus dem Bereich des Tango Argentino waren gespalten und Piazzollas internationaler Durchbruch als einer der großen Komponisten des Tango Argentino sollte erst mehrere Jahre später (zur Zeit der argentinischen Militärdiktatur) gelingen.
„Nicht zuletzt durch die schwül-eindringliche Musik Gato Barbieris für Bertoluccis 1973er Eklat-Film Der letzte Tango in Paris“ lag 1973 auch für die Musikproduzenten „Tango in der Luft.“ Piazzolla und Mulligan trafen sich im Herbst 1974 in Mailand, um mit einem italienischen Studio-Ensemble die Platte einzuspielen. Sie waren dafür vom 24. bis 26. September und vom 1. bis 4. Oktober 1974 im Aufnahmestudio, wo Tonino Paolillo als Toningenieur verantwortlich war. Zwischendurch spielten sie in Venedig, wo am 28. September die Komposition Close Your Eyes vom italienischen Fernsehen aufgenommen und ausgestrahlt wurde.

## Titelliste
1. 20 Years Ago – 6:26
2. Close Your Eyes and Listen – 4:32
3. Years of Solitude – 4:07
4. Deus Xango – 3:45
5. 20 Years After – 4:10
6. Aire de Buenos Aires – 4:37
7. Reminiscence – 6:30
8. Summit – 3:35

Mit Ausnahme von Aire de Buenos Aires, das Mulligan beisteuerte, stammen alle Kompositionen von Piazzolla, der auch alle Arrangements schrieb.

## Wirkung

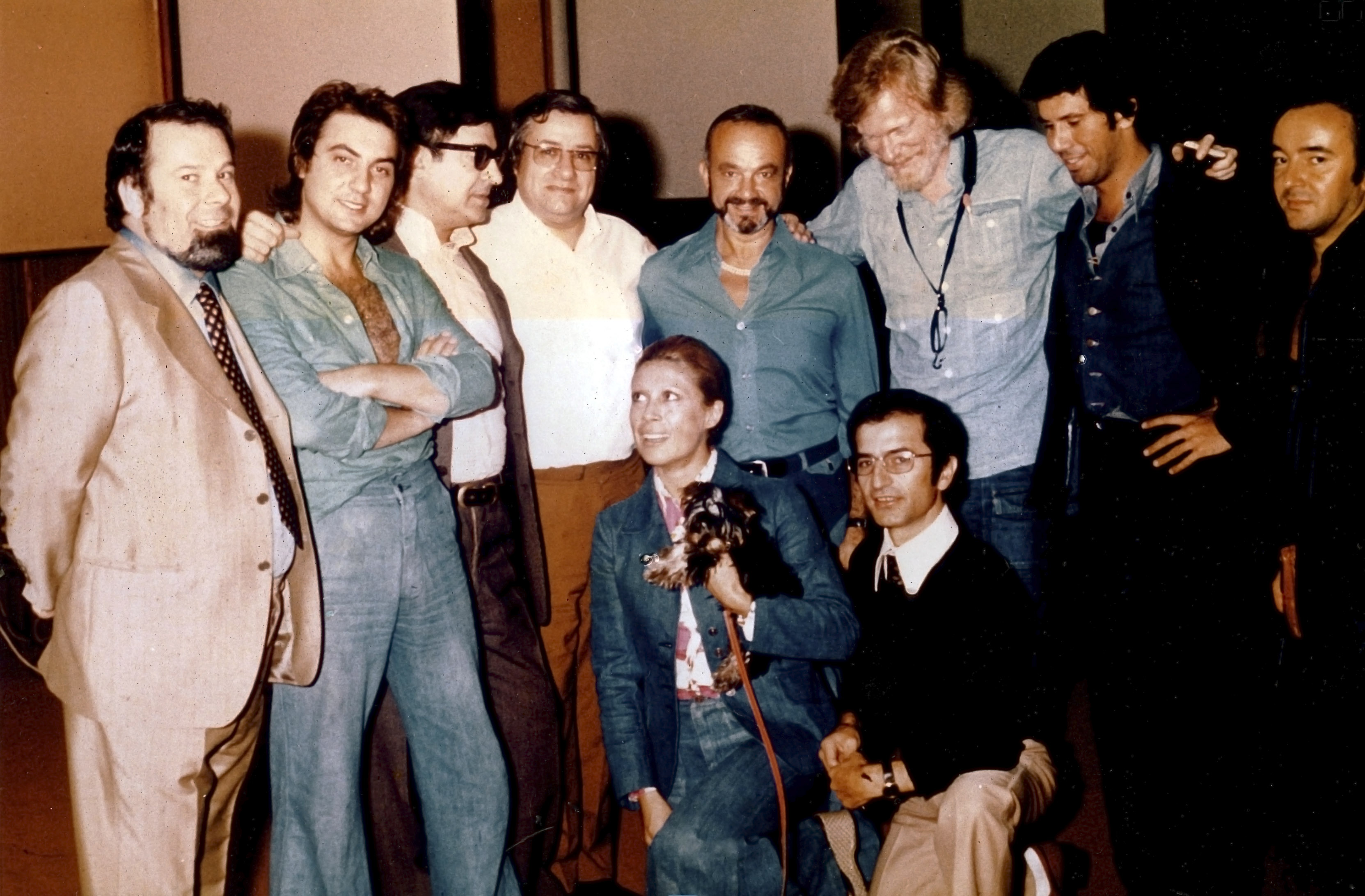
Von links:Aldo Pagani (Produzent), Tullio De Piscopo, Filippo Daccó, Angel "Pocho" Gatti, Astor Piazzolla, Gerry Mulligan, Pino Presti, Alberto Baldan Bembo, Amelita Baltar, Tonino Paolillo

Die italienische Zeitung La Opinion schrieb bereits am 24. Dezember 1974:
„Summit“ […] ist nicht nur das wundervollste oder ein von Mulligan schon lange fälliges Album. Es ist auch eine Bestätigung dafür, dass Piazzolla fortfährt, in welchem Kontext oder welcher Stadt auch immer, ein Schöpfer von unbestechlicher Persönlichkeit zu sein. Das Beschämende daran ist, dass er das nicht in seinem eigenen Vaterland kann.
Klaus Wienerroither meinte im Rückblick: „Gerry Mulligan adaptiert sein Spiel behutsam für diesen musikalischen Meilenstein, beim kongenialen Zusammenspiel mit Piazzolla entsteht manchmal der Eindruck, dass nur ein Instrument zu vernehmen ist.“
Auch Allmusic stellte fest, dass Mulligan „der Musik Piazzollas eine wichtige neue Stimme“ hinzufügte. Allerdings lasse „der etwas seltsam vermatschte Klang [der Wiederveröffentlichung]… die Streicher (Violine, Viola und Cello) oft wie einen Synthesizer klingen, und das Schlagzeug ist oft etwas schwerfällig; vielleicht ist das der Grund, warum Piazzolla spätere Gruppen verkleinert und das Schlagzeug weggelassen hat.“
Das Album, das 1975 als Tango Nuevo durch WEA Records auf dem Atlantic-Label in die mitteleuropäische Plattenläden kam, wurde bald schon zu einem Verkaufserfolg auch über die eigentlichen Jazz- und Tangokreise hinaus; es trug zur Popularisierung des Tango Nuevo bei. Es hat bis heute nichts von seiner zauberhaft eigentümlichen Faszination verloren und wurde immer wieder neu unter verschiedenen Titeln veröffentlicht. Es gilt als zeitloser Klassiker, auch wenn es zunächst nicht gelang, eine neue Jazzmode hervorzurufen. „Wer geglaubt hatte, daß aus der Vernetzung des Subkontinents mit dem Jazz "Made in USA" analog zu Stan Getz’ Bossa Nova rund ein Jahrzehnt zuvor erneut eine Welle werden würde, der sah sich enttäuscht – zu spröde war der melancholische Klang aus Argentinien, als daß er mit dem schmiegsamen Swing eine dauerhafte Synthese hätte eingehen können.“